# Bol'šoj Kizil
Il Bol'šoj Kizil (in russo Большой Кизил?) è un fiume della Russia europea sud-orientale (Baschiria e oblast' di Čeljabinsk) affluente di destra dell'Ural.
Il fiume ha origine in una depressione tra le creste Uraltau e Kryktytau e scorre  in direzione meridionale, a 30 km dalla sorgente gira a sud-est e mantiene quella direzione sino a sfociare nel fiume Ural a 2 014 km dalla foce, al villaggio di Kizil'skoe. Il fiume ha una lunghezza di 172 km, l'area del suo bacino è di 2 080 km². Nel bacino vi sono foreste di conifere chiare di pini e larici, e foreste di betulle, nella steppa è presente il černozëm.
Il fiume gela dall'inizio di novembre ad aprile.